# Ковачић (Книн)
Ковачић је насељено мјесто града Книна, у сјеверној Далмацији, Шибенско-книнска жупанија, Република Хрватска. Према прелиминарним подацима са последњег пописа 2021. године у месту је живело 644 становника.

## Географија
Налази се 2 км источно од Книна.

## Историја
Ковачић се од распада Југославије до августа 1995. године налазио у Републици Српској Крајини.

## Становништво
Према попису из 1991. године, Ковачић је имао 1.185 становника, од чега 1.025 Срба, 115 Хрвата, 14 Југословена и 31 осталог. Према попису становништва из 2001. године, Ковачић је имао 915 становника. Према попису становништва из 2011. године, насеље Ковачић је имало 900 становника.
| Националност       | 1991. | 1981. | 1971. | 1961. |
| Срби               | 1.025 | 811   | 1.085 | 1.143 |
| Југословени        | 14    | 130   | 10    | 20    |
| Хрвати             | 115   | 102   | 202   | 310   |
| остали и непознато | 31    | 7     | 13    | 13    |
| Укупно             | 1.185 | 1.050 | 1.310 | 1.486 |

| Демографија | Демографија | Демографија |
| Година      | Становника  | Становника  |
| ----------- | ----------- | ----------- |
| 1961.       | 1.486       |             |
| 1971.       | 1.310       |             |
| 1981.       | 1.050       |             |
| 1991.       | 1.185       |             |
| 2001.       | 915         |             |
| 2011.       |             | 900         |

## Попис 1991.
На попису становништва 1991. године, насељено место Ковачић је имало 1.185 становника, следећег националног састава:
| Попис 1991.‍   | Попис 1991.‍  | Попис 1991.‍ | Попис 1991.‍ | Попис 1991.‍ |
| ------------- | ------------ | ----------- | ----------- | ----------- |
|               |              |             |             |             |
| Срби          | Срби         |             | 1.025       | 86,49%      |
| Хрвати        | Хрвати       |             | 115         | 9,70%       |
| Југословени   | Југословени  |             | 14          | 1,18%       |
| Чеси          | Чеси         |             | 1           | 0,08%       |
| неопредељени  | неопредељени |             | 14          | 1,18%       |
| регион. опр.  | регион. опр. |             | 1           | 0,08%       |
| непознато     | непознато    |             | 15          | 1,26%       |
| укупно: 1.185 |              |             |             |             |

## Презимена
Презимена у Ковачићу:
- Дурбаба — Православци
- Ђујић — Православци
- Зечевић — Православци
- Јејина — Православци
- Јелић — Католици
- Ковић — Католици
- Котараш — Православци
- Кунчевић — Католици
- Медаковић — Православци
- Медић — Православци
- Млинаревић — Православци
- Ћурувија — Православци
- Цигић — Католици

## Познате личности
- Момчило Ђујић, четнички војвода
- Јошо Дурбаба, народни херој Југославије